# Hyposidra prunicolor
Hyposidra prunicolor là một loài bướm đêm trong họ Geometridae.